# Maka Sidibé
Pour les articles homonymes, voir Maka et Sidibé.
Maka Sidibé est un acteur, scénariste, réalisateur et producteur de cinéma français.

## Biographie
Il découvre le théâtre à l'école Vitruve dans le XXe arrondissement de Paris, où il poursuit sa scolarité.
Formé à Acting International, Maka Sidibé a joué à partir de 1998, dans plusieurs cafés-théâtres parisiens[réf. nécessaire].
Il a réalisé le court métrage À 17 heures, avec Jamel Debbouze (voix off), film récompensé par quatre prix. Ensuite il tourne Aligato, qui a obtenu douze prix dans différents festivals (notamment les prix du public et du jury au festival de Fréjus du court métrage en janvier 2005). Ce film a été diffusé en France sur la chaîne 13e rue, ainsi qu'à l'étranger.
De 2005 à 2008, il joue le rôle de Ludovic Lestac, un « bleu » dans la gendarmerie, dans la série télévisée Une femme d'honneur, sur TF1. Sur Canal+, il a joué auparavant tous les soirs au côté de Michel Galabru la minute de sketch avant l'émission 20h10 pétantes.
En 2006, il adapte et réalise cinq courts-métrages sur la prévention du sida, pour le ministère de la Santé.
Il interprète le Docteur Alioune Guei dans des films sur la prévention du sida écrits pour le ministère de la Santé.
De 2009 à 2013, il incarne le lieutenant Jérémie Béziat dans les trois premiers épisodes de la série de France 3 Commissaire Magellan aux côtés de Jacques Spiesser.

## Filmographie

### Acteur
- 1986 : Black Mic Mac, film de Thomas Gilou : écolier
- 1998 : Watani, un monde sans mal (film)
- 1998 : Putain 10 balles : Lui
- 2000 :  À 17H00 (court-métrage) : l'introverti
- 2003 : Aligato (court-métrage) : Lui
- 2003 : Concessions à perpétuité (court-métrage) : Amadou
- 2003 : La Beuze (film) : Dave
- 2003 : Toutes les filles sont folles, film de Pascale Pouzadoux : le barman
- 2004 : La rixe (court-métrage) : Omar
- 2005 : Navarro (série) - épisode Escort Blues : Jimmy
- 2005 : L'eau de rose (court-métrage) : voix
- 2005 - 2008 : Une femme d'honneur (TV) : Gendarme Ludovic Lestac (saisons 9 à 11, 7 épisodes)
- 2006 : Afro (court-métrage) : Bumpy
- 2006 : Président, film de Lionel Delplanque : Joseph Diabaté (diplomate)
- 2007 : PJ - épisode Crime : Tony
- 2008 : Toi même tu sais (téléfilm) : Docteur Alioune Guei
- 2008 : Pas de toit sans moi (téléfilm) : Bakari Diop
- 2009 : Safari, film d'Olivier Baroux : Azaan
- 2009-2013 : Commissaire Magellan (série) : Lieutenant Jérémie Béziat (épisodes 1 à 3)
- 2011 : Voir le pays du matin calme (téléfilm) : Mahman
- 2012 : Main courante (série télévisée) - épisode Maladies d'amour : Le gérant
- 2012 : Assassinée (téléfilm) : conseiller bancaire
- 2018 : Gaston Lagaffe, film de Pierre-François Martin-Laval : Jeff

### Réalisateur
- 1998 : À 17H00 (court-métrage)
- 2001 : Moussa le taximan, film réalisé avec Henri Duparc
- 2003 : Aligato (court-métrage)

## Théâtre
- Je soussigné cardiaque, de Sony Labou Tansi
- Maka s'déchaîne (stand-up)

## Publicités
- Apparitions dans les publicités TV de Bouygues Telecom.

## Distinctions
- Prix d'interprétation pour le court-métrage À 17H00